# Stazione di Rovigliano
Stazione di Rovigliano vasútállomás Olaszországban, Torre Annunziata településen.

## Vasútvonalak
Az állomást az alábbi vasútvonalak érintik:
- Torre Annunziata-Castellammare di Stabia-Gragnano-vasútvonal

## Kapcsolódó állomások
A vasútállomáshoz az alábbi állomások vannak a legközelebb:
- Stazione di Torre Annunziata Centrale (Stazione di Napoli Campi Flegrei)
- Stazione di Castellammare di Stabia (Stazione di Castellammare di Stabia)